# Thomas Heights
Die Thomas Heights sind eine Reihe von Bergkämmen im ostantarktischen Viktorialand. Sie reichen vom Bettle Peak ostwärts bis zur Scott-Küste. Sie bilden einen Teil der Wasserscheide zwischen den unteren Abschnitten des Ferrar-Gletschers und des Blue Glacier.
Das New Zealand Antarctic Place-Names Committee benannte sie 1983 auf Vorschlag des neuseeländischen Geologen Robert H. Findlay nach Arthur Allan Thomas (* 1938), Geologe des New Zealand Antarctic Research Program in diesem Gebiet zwischen 1977 und 1981.